# United Counties Football League
United Counties Football League (còn được gọi là ChromaSport & Trophies United Counties Football League bởi lý do tài trợ) là một giải đấu bóng đá Anh bao quát vùng Northamptonshire, Rutland và Bedfordshire, một phần của Buckinghamshire, Cambridgeshire, Huntingdonshire, Leicestershire, Lincolnshire và Norfolk. Có tất cả bốn hạng đấu, 2 cho đội hình chính và 2 cho đội dự bị. Các CLB ở Premier Division được quyền tham dự FA Cup từ vòng Sơ loại. Các đội bóng có lắp đặt dàn đèn pha trong sân của mình được quyền tham dự FA Vase, ngoài ra còn có những giải đấu cup loại trực tiếp (knockout) cho các đội bóng ở Premier/Division One và cho các đội ở hạng đấu Dự bị.

## Các hạng đấu

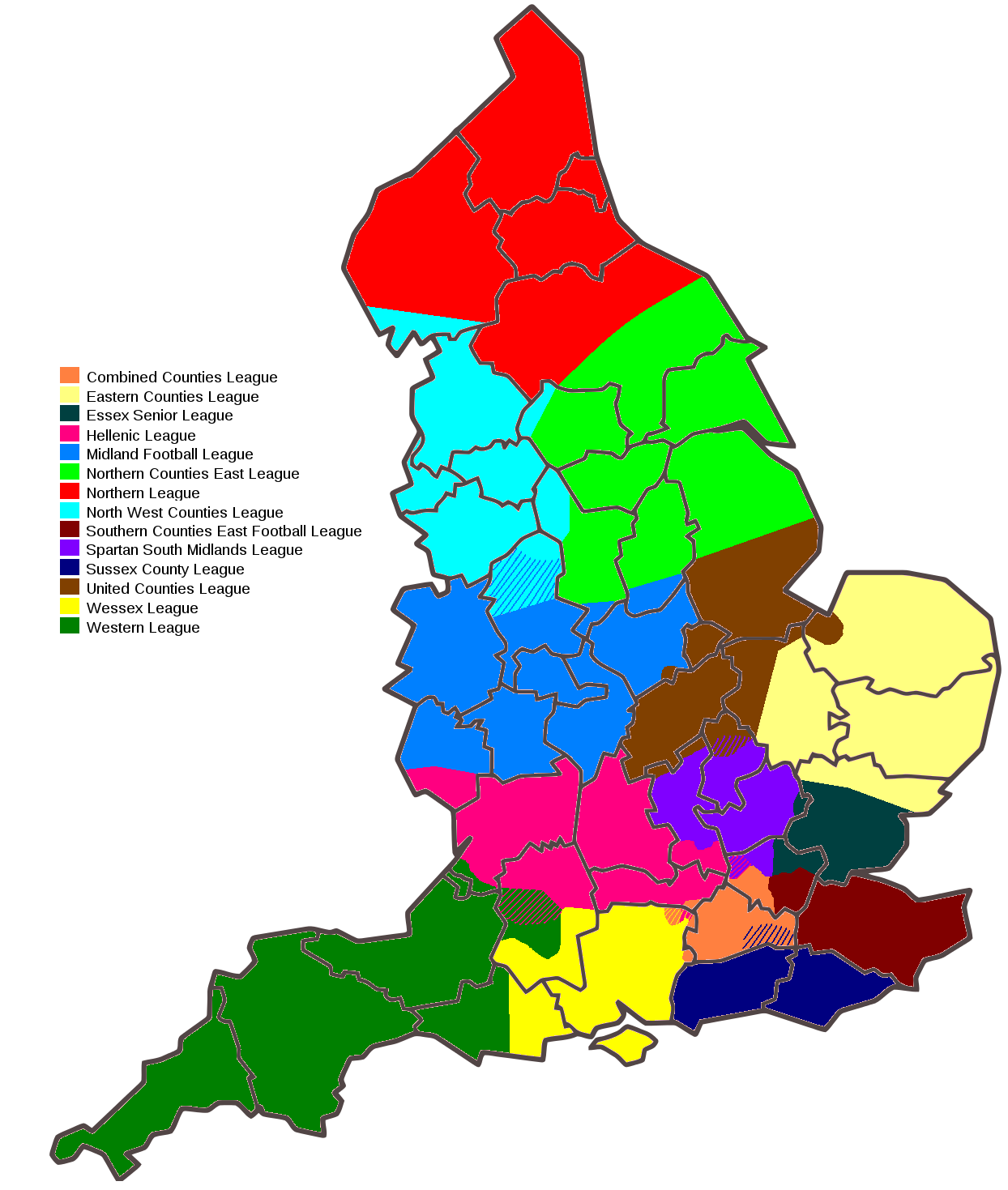
Những khu vực được bao quát bởi United Counties League được tô màu nâu.

### Premier Division
Premier Division nằm ở cấp độ 9 của hệ thống các giải bóng đá Anh, góp đội cho Southern Football League Division One Midlands. Nó tồn tại dưới cái tên Northamptonshire League cho đến năm 1934. Hiện tại có 19 đội bóng trong hạng đấu này, ít hơn số đội tiêu chuẩn cho các giải đấu ở cùng cấp độ. Các đội bóng thành viên tham gia vào các giải đấu Cup tổ chức bởi liên đoàn FA ở cấp hạt (County FA) và các giải đấu Cup khác.

### Division One
Division One nằm ở cấp độ 10 của hệ thống các giải bóng đá Anh, nằm trên bốn giải đấu nhỏ hơn khác được công nhận bởi NLS là: Northamptonshire Combination, Northampton Town League, Bedfordshire Football League, và Peterborough & District League. Hiện tại có 22 đội trong hạng đấu này.

### Hạng đấu dự bị
Hai hạng đấu dự bị (Reserve Division One and Reserve Division Two) được thành lập phục vụ cho đội dự bị của các CLB ở United Counties League. Ở mùa giải 2013-14, hai hạng đấu này được gộp lại thành một hạng đấu có 20 đội bóng, và vẫn được duy trì ở mùa giải 2014/15.

## Các nhà vô địch gần đây
| Mùa giải | Premier Division         | Division One               | Reserves Division 1      | Reserves Division 2        | League Cup                 | Reserve Divisions Cup      |
| -------- | ------------------------ | -------------------------- | ------------------------ | -------------------------- | -------------------------- | -------------------------- |
| 1980–81  | Stamford                 | Stevenage Borough          | Wootton Blue Cross       | Chưa thành lập             | Irthlingborough Diamonds   | Long Buckby                |
| 1981–82  | Stamford                 | Newport Pagnell Town       | Irthlingborough Diamonds | Chưa thành lập             | Stamford                   | Irthligborough Diamonds    |
| 1982–83  | Irthlingborough Diamonds | Raunds Town                | Irthlingborough Diamonds | Chưa thành lập             | Wootton Blue Cross         | Desborough Town            |
| 1983–84  | Buckingham Town          | Brackley Town              | Arlesey Town             | Raunds Town                | Buckingham Town            | Stamford                   |
| 1984–85  | Arlesey Town             | Northampton Spencer        | Long Buckby              | Brackley Town              | Long Buckby                | Raunds Town                |
| 1985–86  | Buckingham Town          | Kempston Rovers            | Irthlingborough Diamonds | Wootton Blue Cross         | Stamford                   | Rushden Town               |
| 1986–87  | Potton United            | Baker Perkins              | Irthlingborough Diamonds | Wellingborough Whitworths  | Stewarts & Lloyds Corby    | Irthlingborough Diamonds   |
| 1987–88  | Spalding United          | British Timken Duston      | Stotfold                 | Kettering Town             | Arlesey Town               | Kettering Town             |
| 1988–89  | Potton United            | Ramsey Town                | Raunds Town              | Cogenhoe United            | Northampton Spencer        | Raunds Town                |
| 1989–90  | Holbeach United          | Daventry Town              | Mirrlees Blackstone      | Northampton ON Chenecks    | Holbeach United            | Mirrlees Blackstone        |
| 1990–91  | Bourne Town              | Daventry Town              | Northampton Spencer      | Wellingborough Town        | Raunds Town                | Northampton Spencer        |
| 1991–92  | Northampton Spencer      | Harrowby United            | Stotfold                 | Hamlet S & L Corby         | Rothwell Town              | Stotfold                   |
| 1992–93  | Rothwell Town            | Ford Sports Daventry       | Rushden & Diamonds       | Burton Park Wanderers      | Rothwell Town              | Rushden & Diamonds         |
| 1993–94  | Rothwell Town            | Northampton Vanaid         | Rothwell Town            | Bourne Town                | Northampton Spencer        | Rothwell Town              |
| 1994–95  | Boston Town              | St Neots Town              | Northampton Spencer      | Wootton Blue Cross         | Spalding United            | Cogenhoe United            |
| 1995–96  | Raunds Town              | Ford Sports Daventry       | Raunds Town              | Wellingborough Whitworths  | Cogenhoe United            | Mirrlees Blackstone        |
| 1996–97  | Stamford                 | Yaxley                     | Stotfold                 | Northampton Vanaid         | Desborough Town            | Rothwell Town              |
| 1997–98  | Stamford                 | Higham Town                | Rothwell Town            | St Neots Town              | Ford Sports Daventry       | Rothwell Town              |
| 1998–99  | Spalding United          | Bugbrooke St Michaels      | Rothwell Town            | Kettering Town             | Stotfold                   | Northampton Spencer        |
| 1999–00  | Ford Sports Daventry     | Cottingham                 | Rothwell Town            | King's Lynn                | Cogenhoe United            | King's Lynn                |
| 2000–01  | Boston Town              | Daventry Town              | Cogenhoe United          | Stamford                   | Desborough Town            | Rothwell Town              |
| 2001–02  | Ford Sports Daventry     | Newport Pagnell Town       | Stotfold                 | Holbeach United            | Raunds Town                | Wootton Blue Cross         |
| 2002–03  | Holbeach United          | Northampton Sileby Rangers | Bugbrooke St Michaels    | Olney Town                 | Blackstones                | Stewarts & Lloyds Corby    |
| 2003–04  | Spalding United          | Potton United              | Raunds Town              | Bourne Town                | Boston Town                | Blackstones                |
| 2004–05  | Cogenhoe United          | Northampton Sileby Rangers | Yaxley                   | Ford Sports Daventry       | Potton United              | Stotfold                   |
| 2005–06  | Woodford United          | Sleaford Town              | Bourne Town              | Woodford United            | Yaxley                     | Northampton Sileby Rangers |
| 2006–07  | Deeping Rangers          | Whitworths                 | Cogenhoe United          | St Neots Town              | Boston Town                | Cogenhoe United            |
| 2007–08  | Stotfold                 | Daventry Town              | Stotfold                 | Huntingdon Town            | Desborough Town            | Blackstones                |
| 2008–09  | Stewarts & Lloyds Corby  | Peterborough Northern Star | Stotfold                 | Peterborough Northern Star | Stotfold                   | Blackstones                |
| 2009–10  | Daventry Town            | Irchester United           | St. Neots Town           | Northampton ON Chenecks    | St Ives Town               | Stotfold                   |
| 2010–11  | St. Neots Town           | AFC Kempston Rovers        | Cogenhoe United          | King's Lynn Town           | Peterborough Northern Star | Thrapston Town             |
| 2011–12  | Long Buckby              | Huntingdon Town            | King's Lynn Town         | Bugbrooke St Michaels      | St Ives Town               | Whitworth                  |
| 2012–13  | Holbeach United          | Northampton Sileby Rangers | Cogenhoe United          | Oadby Town                 | Spalding United            | AFC Kempston Rovers        |
| 2013–14  | Spalding United          | Oadby Town                 | Cogenhoe United          | Không tổ chức              | Huntingdon Town            | Peterborough Northern Star |